# Anasztásziosz Dónisz
Anasztásziosz Dónisz (görögül: Αναστάσιος Δώνης) (Blackburn, 1996. augusztus 29. –) angol születésű görög válogatott labdarúgó, aki jelenleg a PAE ASZ Árisz Theszaloníkisz játékosa.

## Pályafutása

### Klub
A Panathinaikósznál nevelkedett, majd 2013 januárjában 300 000 euróért a Juventus szerződtette. 2015 nyarán a svájci FC Lugano együttesébe került kölcsönbe, ahol testvére is kölcsönben szerepelt. szeptember 13-án mutatkozott be az FC Sion ellen a bajnokságban. A svájci kupa elődöntőjében duplázott a Luzern ellen, majd a döntőben az FC Zürich ellen alulmaradtak. A kupában 4 mérkőzésen lépett pályára és 4 gólt szerzett. 2016. május 25-én az utolsó mérkőzésen a bajnokságban gólt lőtt a St. Gallen együttesének.
Július 20-án a francia OGC Nice a hivatalos honlapján jelentette be, hogy kölcsönvette Anasztászioszt. A szezon végén vásárlási opciójuk lett. Augusztus 14-én a Rennes ellen lépett először pályára, Alassane Pléa sérülését követően. November 3-án az Európa-ligában az osztrák Red Bull Salzburg ellen mutatkozott be. 2017. február 12-én a Rennes ellen az 59. percben Valentin Eysseric passzából volt eredményes. Március 10-én az SM Caen ellen volt eredményes, majd a következő hónapban a Paris Saint-Germain ellen. Az utolsó fordulóban az Olympique Lyonnais ellen 3–3-ra végződő mérkőzésen duplázott. Ezután a klub nem élét opciós jogával.
Július 1-jén négy éves szerződést írt alá a német VfB Stuttgart csapatához. Augusztus 13-án a kupában az FC Energie Cottbus ellen debütált. 2019. szeptember 2-án kölcsönbe került a francia Stade de Reims csapatához.

### Válogatott
2017. június 9-én debütált a görög labdarúgó-válogatottban a bosznia-hercegovinai labdarúgó-válogatott ellen, az 50. percben váltotta Tászosz Bakaszétaszt.

## Család
Apja, Jeórjiosz Dónisz korábbi görög labdarúgó-válogatott labdarúgó. Anasztásziosz akkor született, amikor apja a Blackburn Rovers játékosa volt. Testvére, Hrísztosz Dónisz a Panathinaikósz játékosa.

## Külső hivatkozások
- Anasztásziosz Dónisz adatlapja a Kicker oldalán (németül)
- Anasztásziosz Dónisz adatlapja a Transfermarkt oldalán (angolul)
- Anasztásziosz Dónisz adatlapja a Soccerway oldalon (angolul)